# Bitwa pod Valmasedą
Bitwa pod Valmasedą – starcie zbrojne, które miała miejsce 5 listopada 1808 roku, podczas odwrotu sił hiszpańskiego generała porucznika Blake’a uchodzącego przed przeważającymi siłami armii francuskiej na terenie prowincji Kantabria. Wzmocniony niespodziewanie przez doborową piechotę z Północnej Dywizji generała Pedro Romany (hiszp. Division del Norte), Blake dokonał nagłego zwrotu i pokonał jedną z dywizji korpusu generała Victora.

## Tło konfliktu
Źródeł francuskiej przegranej należy upatrywać w skutkach bitwy pod Pancorbo, kiedy to marszałek Lefebvre nie wykorzystał sposobności i pozwolił armii hiszpańskiej ujść z pola bitwy niemal bez strat. Kolejnym błędem było beztroskie rozdrobnienie korpusu Victora w pogoni za przeciwnikiem.

## Zestawienie sił
Generał-major Eugene-Casimir Villatte dowodził 3 Dywizją IV Korpusu Lefebvre’a. Składała się ona z 3-batalionowych pułków piechoty: 27. lekkiego, 63., 94. i 95. liniowych oraz dwóch baterii artylerii pieszej.
Armia Galicji Blake’a składała się z pięciu dywizji piechoty, awangardy i rezerwy. Generał Figueroa dowodził 1 Dywizją, gen. Martinengo 2 Dywizją (5 100 ludzi), gen. Riquelme 3 Dywizją, gen. Carbajal 4 Dywizją, gen. La Romana 5 Dywizją (5 300), gen. Mendizabal awangardą, a gen. Mahy rezerwą. Około 1 000 artylerzystów obsługiwało 38 dział. W armii było zaledwie 300 kawalerzystów.

## Bitwa
Victor chciał okrążyć i zniszczyć Dywizję Asturii gen. Acevedo, która działała w pewnym oddaleniu od armii Blake’a. Tymczasem Blake przygotował zasadzkę. 5 listopada wpadła w nią - wysunięta daleko przed czoło formacji – dywizja Villatte'a, której dowódca pchnął wojsko do ryzykownego pościgu za nieprzyjacielem posuwając się za Valmasedę, gdzie wpadło w pułapkę.
Jednak tam, gdzie zawiedli dowódcy, nie mogła zawieść żelazna dyscyplina i doświadczenie francuskiego żołnierza. Otoczony i wezwany do poddania się Villatte nawet nie odpowiedział Hiszpanom. Natychmiast uformował pułki w czworoboki i wyrwał się z okrążenia, tracąc jednak 600 ludzi i działo.
Podczas francuskiego odwrotu dywizja Acevedy uderzyła na tabory Villatte'a zagarniając większość wozów. 8 listopada Victor odebrał Valmasedę, zabił 150 i wziął do niewoli 600 ludzi z ariergardy Blake’a.  
Napoleon, gdy doniesiono mu o starciu, zdruzgotany tym, że jego Grande Armée może ponieść porażkę z rąk „armii bandziorów dowodzonych przez mnichów”, ostro skarcił Victora za jego nieostrożność. Victor naprawił swój błąd w sześć dni później rozbijając Blake’a pod Espinozą.